# جوجو بیلینگزلی
جوجو بیلینگزلی (انگلیسی: JoJo Billingsley؛ ۲۸ مهٔ ۱۹۵۲ – ۲۴ ژوئن ۲۰۱۰) یک خواننده اهل ایالات متحده آمریکا بود.